# Курінний Андрій Никифорович
Андрі́й Ники́форович Курінни́й (нар. 31 грудня 1921, Олександрівка — пом. 29 серпня 2001, Луганськ) — український живописець; член Спілки радянських художників України з 1974 року.

## Біографія
Народився 31 грудня 1921 року в селі Олександрівці (нині селище міського типу Краматорського району Донецької області). У Червоній армії з 10 жовтня 1941 року. Брав участь у німецько-радянській війні, служив у стрілецький і повітряно-десантній частинах, мав військові звання старшини, лейтенанта. Нагороджений орденами Червоної Зірки (23 березня 1945), Вітчизняної війни ІІ ступеня (6 квітня 1985), медалями «За відвагу» (25 травня 1945), «За перемогу над Німеччиною» (9 травня 1945).
1949 року закінчив Ворошиловградське художнє училище, де навчався у М. Шевченка. Працював у Ворошиловграді оформлювачем у Товаристві художників; протягом 1964—1981 років — на художньо-виробничому комбінаті. Жив у Ворошиловграді/Луганську в будинку на вулиці 14-й лінії, № 16, квартира № 13. Помер у Луганську 29 серпня 2001 року.

## Творчість
Працював у галузі станкового живопису, у  реалістичному стилі створював картини на теми радянської історії, з виробничої тематики, пейзажі, натюрморти, портрети. Серед робіт:
- «Над Дніпром. Тарас Шевченко» (1962);
- «В Академії» (1964);
- «Слідами героїв» (1968);
- «Хвилина мовчання» (1969);
- «Будівельники» (1971);
- «Григорій Домненко» (1973);
- «Остання операція лейтенанта Дибка» (1977);
- «Первістки новобудов» (1978);
- «Художник Данило Бочаров» (1979);
- «Подолаємо неписьменність» (1979);
- «Відбудуємо мир» (1982);
- «Ціна хліба» (1985);
- «Седнів» (1989);
- «Сутінки» (1994).

Брав участь у всеукраїнських мистецьких виставках з 1952 року.
Окремі полотна художника зберігаються у Луганському художньому музеї.